# Kanton Dinan-Est
Kanton Dinan-Est (fr. Canton de Dinan-Est) je francouzský kanton v departementu Côtes-d'Armor v regionu Bretaň. Tvoří ho šest obcí.

## Obce kantonu
- Dinan (východní část)
- La Vicomté-sur-Rance
- Lanvallay
- Léhon
- Pleudihen-sur-Rance
- Saint-Hélen